# Моногарова, Татьяна
Татьяна Моногарова (род. 16 февраля 1967) — российская оперная певица, сопрано.

## Биография
Татьяна родилась в Москве, Россия 16 февраля 1967 года. До 1989 года обучалась пению на факультете музыкального театра в ГИТИСе (ныне Российская академия театрального искусства). Преподавателем по классу вокала была Тамара Янко. После обучения начала выступать на сцене оперных театров, в большинстве играла романтические роли, благодаря хрупкому телосложению, мягкому голосу и характеру. Самые популярные и успешные роли, такие как Татьяна, Лиза, Дездемона и Мими.

## Карьера
Оперная карьера началась сразу после окончания учёбы: в 1989—1991 годах была солисткой театра «Геликон-опера», а в 1991—2001 годах солировала в Московском музыкальном театре им. К. С. Станиславского и Вл. И Немировича-Данченко.
Международная карьера началась с премьеры оперы «Мастер и Маргарита» Сергея Соломинского, где Татьяна исполнила Маргариту. Премьера состоялась во время гастролей в Германии под руководством Михаила Юровского. После успешного выступления её пригласили на роль Ксении в фильме «Фениче». Фильм Бориса Годунова вышел в 1995 году, однако всемирную популярность и приглашения на выступления подарила роль Татьяны в опере Петра Чайковского «Евгений Онегин», где она интерпретировала Татьяну Ларину. Сотрудничала также и с такими известными дирижёрами, как Владимир Федосеев, Владимир Спиваков, Марк Эрмлер, Марк Горенштейн, Гинтарас Ринкявичюс, Луи Лангре, Тадеуш Войцеховский и др.
Гастролировала в Великобритании, Ирландии, Франции, Германии, Швейцарии, Италии, Испании, Австрии, Бельгии, Израиле, Словении, Латвии, США, Бразилии.

## Репертуар и ангажемент
| Роль             | Произведение                                                               | Место исполнения |
| ---------------- | -------------------------------------------------------------------------- | --- |
| Ксения           | «Борис Годунов» М. Мусоргского                                             | Ла Фениче (Венеция) |
| Памина           | «Волшебная флейта» В. А. Моцарта                                           | Латвийская национальная опера; Опера Нанта (Франция)                                                                       |
| Графиня Розина   | «Свадьба Фигаро» В. А. Моцарта                                             | Венская камерная опера |
| Дездемона        | «Отелло» Дж. Верди                                                         | Латвийская национальная опера                                                                                              |
| Татьяна          | «Евгений Онегин» П. Чайковского                                            | Латвийская национальная опера; Венская камерная опера; миланский театр Ла Скала (сезон 2005/06, дирижёр Владимир Юровский) |
| Мими             | «Богема» Дж. Пуччини                                                       | Латвийская национальная опера                                                                                              |
| Лиза             | Опера Нанта                                                                | Баварская государственная опере (Мюнхен); Театро Коммунале (Болонья); театр де ла Монне (Брюссель)                         |
| Донна Анна       | «Дон Жуан» В. А. Моцарта                                                   | Бернский городской театр                                                                                                   |
| Тамара           | «Демон» А. Рубинштейна                                                     | Латвийская национальная опера                                                                                              |
| Заглавная партия | «Лисичка-плутовка» Л. Яначека                                              | Опера Севильи |
| Клеопатра        | «Юлий Цезарь» Г. Ф. Генделя                                                | Бернский городской театр                                                                                                   |
| Мария            | «Мазепа» П. Чайковского                                                    | Уэльская национальная опера (Кардиф, Великобритания)                                                                       |
| Феврония         | "Сказания о невидемом граде Китеже и деве Февронии" Н.А.Римского-Корсакова | Teatro Lirico di Cagliari                                                                                                  |

### Популярный репертуар
- Маддалена («Маддалена» С. Прокофьева)
- Маргарита («Фауст» Ш. Гуно)
- Лауретта («Джанни Скикки» Дж. Пуччини)
- Лия (кантата «Блудный сын» К. Дебюсси)
- Заглавная партия («Иоланта» П. Чайковского)
- Оксана («Черевички» П. Чайковского)
- Заглавная партия («Боярыня Вера Шелога» Н. Римского-Корсакова)
- Царевна («Кащей Бессмертный» Н. Римского-Корсакова)
- Царевна-Лебедь («Сказка о Царе Салтане» Н. Римского-Корсакова)
- Красавица («Отравленный сад» А. Шапошникова)[3]